# Sörtjärnen (Naverstads socken, Bohuslän)
Sörtjärnen är en sjö i Tanums kommun i Bohuslän och ingår i Enningdalsälvens huvudavrinningsområde.